# Boicot a los Juegos Olímpicos de 1980

Países que boicotearon los Juegos Olímpicos de Moscú.

El boicot a los Juegos Olímpicos de 1980 fue parte de una serie de acciones iniciadas por Estados Unidos en protesta por la invasión soviética a Afganistán. El Gobierno estadounidense, argumentando que la presencia militar soviética en Afganistán (a raíz de la guerra civil) era una invasión violatoria del derecho internacional, decidió que Estados Unidos no asistiera a los Juegos solo seis meses antes del inicio de los mismos. A esta decisión se sumaron varios países.

## Antecedentes
La invasión soviética a Afganistán, ocurrida en diciembre de 1979 hizo que el presidente estadounidense Jimmy Carter emitiera un ultimátum el 20 de enero de 1980: Si las tropas soviéticas no se retiraban de Afganistán en el transcurso de un mes, Estados Unidos boicotearía los Juegos Olímpicos de ese año, a celebrarse en Moscú. Carter declaró que «ir a los Juegos Olímpicos de Moscú sería como poner un sello de aprobación a la política exterior de la URSS. El COI debería cambiar la sede». El presidente del COI, Michael Killanin, reaccionó diciendo que «solo una Tercera Guerra Mundial puede impedir que Moscú sea la sede».
Después de su reunión del 24 de abril, el Comité Olímpico de Estados Unidos (USOC, por sus siglas en inglés) le comunicó al Comité Olímpico Internacional que Estados Unidos haría presencia en Moscú si hubiera un «cambio espectacular en la situación internacional». El 26 de enero de 1980, el primer ministro canadiense Joe Clark anunció que al igual que Estados Unidos, Canadá boicotearía los Olímpicos si los soviéticos no se retiraban de Afganistán antes del 20 de febrero de 1980.
En un intento para salvar la Olimpiada, Killanin se reunió con Carter y el jefe de Estado soviético Leonid Brézhnev a principios de mayo. Killanin insistió en que los juegos se realizaran según el cronograma previsto, pero Carter reafirmó la posición estadounidense de boicotear los juegos a menos que la Unión Soviética se retirara de Afganistán. Carter dijo: «O retiran las tropas... o retiro a los atletas».
Varias intervenciones en la reunión de abril de 1980 del grupo Bilderberg en Aquisgrán incluyeron discusión acerca de las implicaciones del boicot. Se argumentó que el boicot sería percibido como poco más que una protesta sentimental en lugar de un acto estratégico. Sin embargo, un representante africano en esa reunión expresó un punto de vista diferente: independientemente si hubiera o no apoyo adicional fuera de Estados Unidos, un boicot podría ser una protesta simbólica efectiva, visible para las personas dentro de la Unión Soviética.
Las federaciones deportivas internacionales protestaron por las presiones de Estados Unidos y otros países simpatizantes del boicot, las cuales fueron calificadas como una medida inapropiada para alcanzar un fin político, y que los deportistas serían víctimas de estas acciones.

## El boicot
Varios países se unieron al boicot, entre ellos Alemania Occidental (donde el canciller Helmut Schmidt logró convencer al comité olímpico argumentando que »A Berlín lo defienden los soldados estadounidenses, y no el presidente de la federación de balonmano»), Canadá, Argentina, Chile, Japón, Turquía y Noruega. Algunos de esos países compitieron en una Olimpiada alternativa realizada en Filadelfia en julio de ese año llamada Liberty Bell Classic. Algunos países aliados de Estados Unidos, como el Reino Unido, Francia y Australia, dejaron en libertad de elección a sus atletas, quienes compitieron bajo la bandera olímpica. Dicha libertad no se le concedió a los deportistas estadounidenses, debido a que el presidente Carter amenazó con revocar el pasaporte a cualquier atleta estadounidense que intentara ir.
La República Popular China, enemistada con la Unión Soviética, tampoco asistió a los Juegos Olímpicos de ese año. Taiwán rehusó participar al estar en desacuerdo con la Resolución de Nagoya (adoptada en 1979), según la cual Taiwán tendría derecho a participar en los Olímpicos si se identificaba como China Taipéi. 
Como un firme enemigo de Estados Unidos bajo la nueva teocracia del ayatolá Jomeiní, Irán también boicoteó los juegos de Moscú en reacción a la condena de la invasión soviética de Afganistán por parte de las Naciones Unidas y la Organización de la Conferencia Islámica. Independientemente de Estados Unidos, la Organización de la Conferencia Islámica exhortó a un boicot a la Olimpiada luego de la invasión. Mientras tanto, Jomeiní acusó a Moscú de armar a los baluchis contra su régimen.
Del total de 66 países que se abstuvieron de participar, el Comité Olímpico Internacional estima que entre 45 y 50 lo hicieron en apoyo a la iniciativa estadounidense.
Los países que boicotearon los juegos fueron: Albania, Alemania Occidental, Antigua y Barbuda, Antillas Neerlandesas, Arabia Saudita, Argentina, Bahamas, Bangladés, Barbados, Baréin, Belice, Bermudas, Bolivia, Canadá, Catar, Chad, Chile, China, Taiwán, Corea del Sur, Costa de Marfil, Egipto, El Salvador, Emiratos Árabes Unidos, Estados Unidos, Filipinas, Fiyi, Gabón, Gambia, Ghana, Haití, Honduras, Hong Kong, Indonesia, Irán, Islas Caimán, Islas Vírgenes de Estados Unidos, Israel, Japón, Kenia, Liberia, Liechtenstein, Malasia, Malaui, Marruecos, Mauricio, Mauritania, Mónaco, Níger, Noruega, Pakistán, Panamá, Papúa Nueva Guinea, Paraguay, República Centroafricana, Singapur, Somalia, Suazilandia, Sudán, Surinam, Tailandia, Togo, Túnez, Turquía, Uruguay y Zaire.
Andorra, Australia, Bélgica, Dinamarca, España, Irlanda, Italia, Luxemburgo, Nueva Zelanda, Países Bajos, Portugal, Puerto Rico y San Marino apoyaron el boicot pero aun así estuvieron en los juegos, 
Debido al boicot, algunas actividades en las ceremonias tuvieron que modificarse. El boicot impidió que el alcalde de Montreal Jean Drapeau asistiera a la ceremonia de inauguración para la Ceremonia de Amberes. Por lo tanto, Sandra Henderson y Stéphane Préfontaine (los jóvenes que encendieron el pebetero en la Olimpiada anterior) fueron enviados en su lugar. En la ceremonia de clausura, se izó la bandera de la ciudad de Los Ángeles en lugar de la bandera de Estados Unidos para simbolizar al siguiente anfitrión de los Juegos Olímpicos.

## Eventos alternativos
Originalmente, Estados Unidos planeó realizar eventos rivales si las Olimpiadas se llevaban a cabo en Moscú. Al final, varios eventos se organizaron por separado para varios deportes, incluyendo el Liberty Bell Classic en atletismo y el USGF International Invitational en gimnasia, a los cuales fueron invitados deportistas de los países involucrados en el boicot. En los campeonatos nacionales de natación de Estados Unidos, los tiempos de los eventos Olímpicos correspondientes de la semana anterior fueron mostrados de modo que una comparación virtual de medallas «ganadas» por nadadores de Estados Unidos pudiera ser notada.

## Consecuencias
Los Juegos Olímpicos de 1984 en Los Ángeles tuvieron otro boicot, liderado por la Unión Soviética. El 8 de mayo de 1984, el Gobierno soviético emitió un comunicado en el que se anunciaba que la URSS boicotearía los juegos debido a «sentimientos chovinistas y una histeria anti-soviética siendo impulsados en Estados Unidos». 14 países se unieron al boicot, entre los cuales no estuvieron Rumania y Yugoslavia, los únicos países de Europa del Este que compitieron en esas Olimpiadas. Irán, Albania, Burkina Faso y Libia también boicotearon esos juegos por razones políticas, sin ser parte del boicot soviético.